# Selección de rugby de Nueva Zelanda
La selección de rugby de Nueva Zelanda, oficialmente apodada All Blacks, es la selección oficial de rugby de varones representativa de Nueva Zelanda. Considerados por muchos medios asociados a este deporte, como el mejor seleccionado de todos los tiempos, son toda una leyenda en el mundo del rugby y por supuesto también en la propia Nueva Zelanda, donde el rugby se considera deporte nacional.

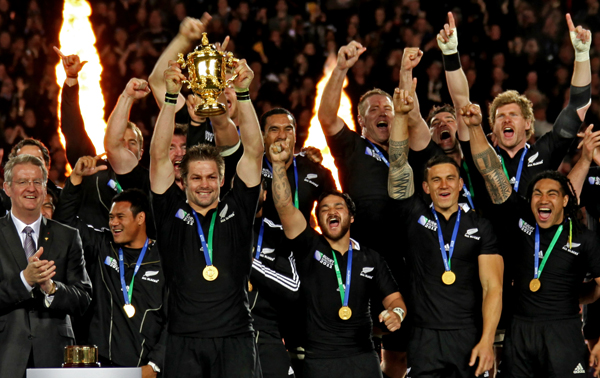
Los All Blacks ganaron 3 veces la Copa del Mundo.

Ha ganado la Copa Mundial de Rugby en tres ocasiones (1987, 2011 y 2015). Nueva Zelanda compite con Argentina, Australia y Sudáfrica en el Rugby Championship, conocido como el Torneo de las Tres Naciones antes de la entrada de Argentina en 2012. Los All Blacks han ganado el trofeo diecinueve veces en los 27 años de historia del torneo, siendo el país que en más ocasiones lo ha obtenido, también ostentan la Copa Bledisloe, que se disputa anualmente con Australia, y la Freedom Cup, que se disputa con Sudáfrica. Nueva Zelanda ha logrado un Grand Slam (derrotando a Inglaterra, Irlanda, Escocia y Gales en una gira) cuatro veces, en 1978, 2005, 2008 y 2010.
Han ganado más del 76% de sus partidos y el equipo que más puntos ha conseguido en todos los tiempos. Su porcentaje de victorias los sitúa entre los más exitosos equipos de cualquier deporte en la historia. Son el único equipo mundial que tiene un balance de más victorias que derrotas frente a todos los países contra los que ha jugado, y desde su debut internacional en 1903 ocho equipos han derrotado a Nueva Zelanda en partidos oficiales: Australia, Inglaterra, Irlanda, Francia, Sudáfrica, Gales, Argentina y la extinta Rodhesia del Sur (actual Zimbabue). Desde la introducción del World Rugby Ranking en octubre de 2003, Nueva Zelanda ha sido el número 1 del ranking más veces que el resto de los equipos todos juntos.
También han sido elegidos el mejor equipo del año siete veces desde 2005. Cinco miembros han ganado el premio al mejor jugador del año -el antiguo capitán Richie McCaw, Dan Carter, Kieran Read, Brodie Retallick y Beauden Barrett. Quince jugadores All Black se han incluido en el Salón de la Fama del Rugby; cuatro de ellos también en el Salón de la Fama de la World Rugby.
Los primeros uniformes neozelandeses fueron un jersey negro con un helecho plateado y bombachos blancos. Para la gira de 1905, vestían todos de negro, salvo por el helecho plateado, y el nombre All Blacks data de esta época. El equipo ejecuta antes de cada partido un haka, danza de la cultura maorí que representaba en el pasado el grito de guerra de estas tribus en el campo de batalla, y que los All Blacks lo adaptaron al rugby como señal de respeto y desafío al equipo contrario. El haka tradicional es el Ka Mate de Te Rauparaha, aunque desde 2005 se representa ocasionalmente el Kapa o Pango, una versión modificada de la haka All Black de 1924 Kia Whaka-ngawari.

## Historia
El primer partido del equipo lo jugó en 1884, y su primer partido internacional en 1903 contra Australia en Sídney. Al año siguiente albergaron el primer partido internacional en casa, un partido contra las islas británicas en Wellington, antigua denominación de lo que hoy se conoce como los "British and Irish Lions". A esto le siguió un tour por Europa y Norteamérica en 1905 donde el equipo sufrió su primera derrota, frente a Gales en Cardiff.
Los All Blacks han sido galardonados con el Premio Princesa de Asturias de los Deportes 2017. Según destaca el acta del jurado reunido en Oviedo el 24 de mayo de 2017, su reconocimiento es «por haberse convertido en un icono de este deporte en el mundo, gracias a sus extraordinarios éxitos deportivos logrados a lo largo de los años y por reflejar grandes valores como la solidaridad y la deportividad».

## Uniforme

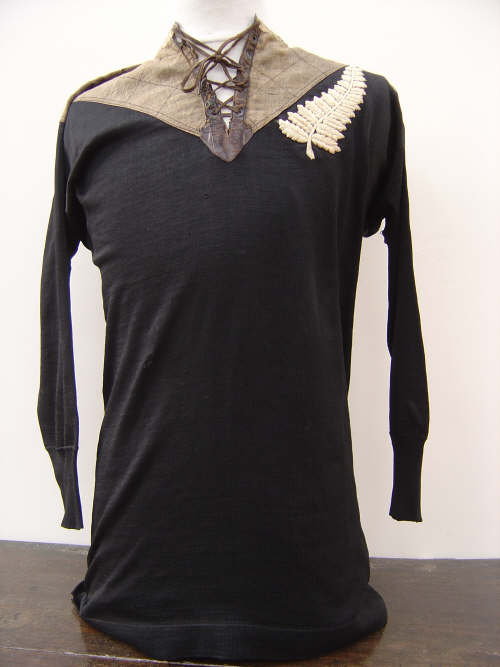
Jersey de 1905.

La actual equipación de Nueva Zelanda es totalmente negra (actualmente considerado como el jersey "más negro" jamás creado) excepto el logo de Adidas, el helecho plateado de la NZRU en el frente y el logo AIG en el centro inferior (todo lo cual fue oscurecido previamente).
La gira de 1884 a Australia fue la primera gira por el extranjero, en ese entonces tenían un equipamiento muy diferente al jersey actual. Entonces, el equipo tenía jersey azul oscuro, con un helecho dorado en la parte izquierda del suéter. En 1893 la NZRU estipuló en su encuentro general anual que el uniforme sería un jersey negro con un helecho plateado y bombachos blancos. Sin embargo, las fotografías históricas sugieren que los pantalones cortos blancos pudieron haber sido usados en aquellos primeros años. En algún momento entre 1897 y 1901 hubo un cambio; para el año 1901 el equipo se enfrentó a NSW en un jersey negro, una parte superior de lona sin cuello, y un helecho plateado.
Recientemente se ha vuelto tradicional que Nueva Zelanda luzca una amapola bordada en la manga de su jersey cuando juegan en Francia durante las giras de final de año. La amapola honra a los soldados que murieron en los campos de batalla de Europa. El capitán Richie McCaw dijo que "Queremos honrar a los neozelandeses que sirvieron en ultramar. Es una parte importante de nuestra historia como país y como equipo."
Durante la Copa Mundial de Rugby de 2011 los All Blacks habían bordado una copa William Webb Ellis en la manga de sus jerséis con el año '1987' debajo. Esto quería señalar que el equipo había ganado exitosamente el torneo. Cada uno de los cuatro equipos que habían ganado la competición tenían el mismo detalle en sus jerséis.
Adidas paga a la NZRFU $200 millones a lo largo de 9 años, esperando que Nueva Zelanda gane alrededor del 75% de sus partidos. Nike también trató de esponsorizar a Nueva Zelanda en 1996, pero en lugar de eso contrató a Tiger Woods. Adidas está desde 1999, sustituyó a Canterbury.
La segunda equipación ha sido tradicionalmente blanca con pantalones negros. Después de varios años jugando con una segunda equipación de camiseta gris y pantalones negros, la NZRU anunció el regreso al tradicional jersey blanco con pantalones negros en mayo de 2009. 2011 vio una revolución de lo nuevo y lo viejo; el 30 de julio se reveló un nuevo jersey All Black con un cuello que se alzaba de color blanco en el partido frente a los Springboks en Wellington. El cuello blanco se dice que honra al equipo ganador de la Copa Mundial de 1987.
En 2012, la NZRU dio el controvertido paso de permitir a la compañía aseguradora estadounidense y de servicios financieros, AIG, promocionarse en la parte del centro del jersey All Black. A cambio, la NZRU recibiría patronazgo financiero directo que no fue oficialmente revelado; el trato se cree que vale unos 80 millones de dólares a lo largo de cinco años.
Para la Copa Mundial de Rugby de 2015, se presentó una nueva equipación, completamente negra, rindiendo homenaje a la equipación de los Originals de la gira 1905-06. En la manga derecha, llevan bordadas las copas del mundo de 1987 y 2011. El helecho y los números de los jugadores son de color plata metálico.

## Haka

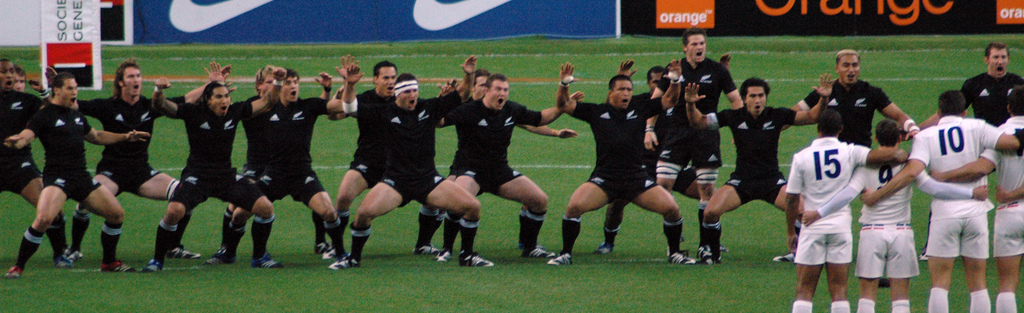
Nueva Zelanda interpreta el Ka Mate antes de un partido contra Francia en noviembre de 2006

Los All Blacks interpretan una haka (canción-danza ritual maorí) antes de cada partido internacional desde una gira por Australia y el Reino Unido realizada en 1888–89. En aquella primera ocasión usaron la haka "Ake Ake Kia Kaha" (Fuertes por siempre jamás), mientras que el equipo que se presentó en Australia en 1903, usó un haka burlón, titulado "Tupoto koe, Kangaru!" (Estate atento, Canguro).
En 1905 los All Blacks empezaron la tradición de usar el "Ka Mate" (¿Moriré?), un haka compuesto en el siglo XIX por el rangatira maorí Te Rauparaha, líder de guerra de la iwi Ngāti Toa. En 1924 usaron un haka compuesto específicamente para el equipo titulado "Ko Niu Tireni" (La Nueva Zelanda), pero más tarde los All Blacks volvieron a "Ka Mate".
En agosto de 2005, antes del partido del Tres Naciones entre Nueva Zelanda y Sudáfrica en el estadio de Carisbrook en Dunedin, los All Blacks interpretaron una nueva haka, titulada "Kapa o Pango" (Equipo de Negro u All Blacks), especialmente compuesta por Derek Lardelli y "...diseñada para reflejar la construcción multicultural de la Nueva Zelanda contemporánea - y en particular la influencia de las culturas polinesias". "Kapa o Pango" está pensada para ocasiones especiales, y no se pretende que reemplace al "Ka Mate". "Kapa o Pango" concluye con lo que se ha interpretado como un gesto de "cortar el cuello" que ha llevado a acusaciones de fomentar la violencia y enviar un mensaje inadecuado. Lardelli ha aclarado que el gesto representa la acción de "atraer energía vital al corazón y los pulmones".
En noviembre de 2006, en el Millennium Stadium, de Cardiff, Nueva Zelanda interpretó el haka en el vestuario antes del partido -en lugar de en el campo antes de la patada inicial- debido a la pretensión de la Federación de rugby galesa, que quería que su seleccionado cantase su himno nacional después de la interpretación de la haka. En 2008 en ocasión de enfrentar al Munster de Irlanda, cuatro jugadores neozelandeses que integraban el equipo irlandés, desafiaron a sus oponentes interpretando una haka antes de que los All Blacks empezaran la suya. En la misma gira, Gales respondió rechazando silenciosamente moverse después de la haka de Nueva Zelanda, y los dos equipos simplemente se quedaron mirando el uno al otro hasta que el árbitro los obligó a empezar el juego. En 2003 la selección de rugby de Tonga interrumpió el haka y más de una década después, durante la Copa Mundial de Rugby de 2015, los neozelandeses se vengaron interrumpiendo el final de "Sipi Tau", danza-canción ceremonial tongana, equivalente al haka. En 2020, instantes antes de iniciar la haka «Kapa O Pango», los All Blacks, por intermedio de su capitán, Sam Cane, en un gesto excepcional, depositaron en el medio del campo de juego una camiseta de la selección neozelandesa con el número 10 en la espalda y el nombre "Maradona", como muestra de respeto al legendario jugador argentino de fútbol, fallecido tres días antes, así como al pueblo argentino y a su seleccionado los Pumas, contra quienes jugaron minutos después.
La World Rugby difundió una versión del «Ka Mate» realizada por los All Blacks. Se inicia con una serie de órdenes del líder al resto del equipo (Escuchen cuidadosamente, Prepárense, Firmes...), a cada una de las cuales el grupo responde con gritos de aceptación. Una vez que todo el grupo se encuentra en posición, comienza la haka propiamente dicha, cantando solo la parte final de la versión original de Ka Mate:

Taringa wakarongo! (Líder)
Uhhhhh (Grupo)
Kia rite! (Líder)
Uhhhhh (Grupo)
Kia rite! (Líder)
Uhhhhh (Grupo)
Kia Mau! (Líder. El grupo se pone en posición)
Ringa ringa pakía! (Líder)
Waewae takahía, kia kino nei hoki! (Líder)
Kia kino nei hoki! (Todos)
[Comienza la haka propiamente dicha, con el canto y el baile grupal]
Ã ka mate, ka mate ka ora, ka ora
Ã ka mate, ka mate ka ora, ka ora
Tēnei te tangata pũhuruhuru
Nãna nei i tiki mai
Whakawhiti te rã
Ã upane
Ka upane
Ã upane, ka upane
Whiti te rã
Uhhhhhhhhhhhhh.
¡Escuchen cuidadosamente! (Líder)
Uhhhhh (Grupo)
¡Prepárense! (Líder)
Uhhhhh (Grupo)
¡Prepárense! (Líder)
Uhhhhh (Grupo)
¡Firmes! (Líder. El grupo se pone en posición)
¡Golpeen sus manos contra sus caderas! (Líder)
¡Den pisotones lo más fuerte que puedan! (Líder)
¡Lo más fuerte que puedan! (Todos)
[Comienza la haka propiamente dicha, con el canto y el baile grupal]
¿Moriré? ¿Moriré? ¿Viviré? ¿Viviré?
¿Moriré? ¿Moriré? ¿Viviré? ¿Viviré?
Este es el hombre peludo
Que ha traído el sol
Y lo ha hecho brillar.
¡Un paso hacia arriba!
¡Otro paso hacia arriba!
¡Un paso hacia arriba, otro paso hacia arriba!
¡El sol brilla!
Uhhhhhhhhhhhhh.

Por su parte, la letra de la otra haka que realizan habitualmente los All Blacks, «Kapa O Pango», dice lo siguiente:

Taringa wakarongo! (Líder)
Uhhhhh (Grupo)
Kia rite! (Líder)
Uhhhhh (Grupo)
Kia rite! (Líder)
Uhhhhh (Grupo)
Kia Mau! (Líder. El grupo se pone en posición)
Kia-a wahaka-whenua au i a-hau! (Líder)
Hi! Au-e, Hi!
Ko Aotearoa e ngu-ngu-ru nei! (Líder)
Au, au, au-ë Ha! (Grupo)
Ko kapa o pango e ngu-ngu-ru nei! (Líder)
Au, au, au-ë Ha! (Grupo)
 I ahaha!
Ka tū te ihi-ihi! (Grupo)
Ka tū te wana-wana! (Grupo)
Ki runga ki te rangi! (Grupo)
E tū ilho nei! (Grupo)
Tū ilho nei! Hi! (Grupo)
Ponga rä! (Líder)
 Kapa O Pango! (Grupo)
Au-e, Hi! (Grupo)
Ponga rä! (Líder)
Kapa O Pango! (Grupo)
Au-e, Hi! (Grupo)
¡Ahhh! (Grupo)
¡Escuchen cuidadosamente! (Líder)
Uhhhhh (Grupo)
¡Prepárense! (Líder)
Uhhhhh (Grupo)
¡Prepárense! (Líder)
Uhhhhh (Grupo)
¡Firmes! (Líder. El grupo se pone en posición)
¡Déjame ser uno con la tierra! (Líder)
Hi! Au-e, Hi!
¡Aquí retumba Nueva Zelanda! (Líder)
Au, au, au-ë Ha! (Todos)
¡Aquí retumba el Equipo de Negro [Los All Blacks]! (Líder)
Au, au, au-ë Ha! (Todos)
¡I ajajá! (Líder)
¡Levanten la vista frente al miedo! (Grupo)
¡Levanten la vista frente al terror! (Grupo)
¡Hacia el cielo sobre nosotros! (Grupo)
¡Levántate ahora! (Grupo)
¡Levántate! ¡Si! (Grupo)
¡Helecho plateado! (Líder)
¡Equipo de Negro [All Blacks]! (Grupo)
 Au-e, Si! (Grupo)
¡Helecho plateado! (Líder)
¡Equipo de Negro [All Blacks]! (Grupo)
Au-e, Si! (Grupo)
¡Ahhh! (Grupo)

## Estadísticas

### Rugby Championship
El único torneo disputado anualmente por los All Blacks es una competición que implica a los mejores equipos nacionales del Hemisferio Sur. Desde 1996 hasta 2011, compitieron en el Torneo de las Tres Naciones contra Australia y Sudáfrica. En 2012, Argentina se unió a la competición, que fue entonces renombrada como The Rugby Championship. En dicha competición, Nueva Zelanda ostenta el récord de trofeos obtenidos con 18 torneos (el más reciente en 2021) y 70 victorias por lo que está muy por delante de las estadísticas del resto. Desde el inicio del Tres Naciones, los partidos entre Australia y Nueva Zelanda determinan también el ganador de la Copa Bledisloe, y la Freedom Cup entre Nueva Zelanda y Sudáfrica.
En 2020 no se jugó este torneo, sino un Tres Naciones, pues Sudáfrica decidió no participar, debido a la imposibilidad de prepararse adecuadamente como consecuencia de la pandemia. Nueva Zelanda quedó campeona, en su decimoséptimo título, después de cosechar una derrota (la primera de la historia) y una victoria contra Argentina e, igualmente, una derrota y una victoria en sus enfrentamientos con Australia.

### Copa del Mundo

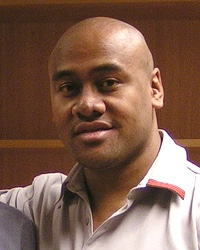
Jonah Lomu posee el récord de ensayos en la Copa del Mundo de Rugby.

Nueva Zelanda se consagró campeón de la primera edición de la Copa del Mundo de Rugby en 1987, certamen organizado de manera conjunta entre Australia y Nueva Zelanda, después de superar en la final a Francia por 29 a 9 el 20 de junio de 1987. En 1991 fue derrotado en semifinales por Australia, alcanzando en definitiva el tercer puesto tras superar a Escocia. En la Copa Mundial de Sudáfrica 1995 volvió a alcanzar la final del torneo, sin embargo, debió resignar su opción al caer frente a la selección anfitriona por 12 a 15 en el tiempo suplementario. Después de finalizar cuarto en 1999, en el año 2003 los All Blacks ocuparon nuevamente la tercera ubicación, esta vez derrotando a Francia por 40 a 13. No obstante, en la Copa Mundial de Francia 2007, realizó su peor participación en la historia de la competición al caer en cuartos de final frente a Francia por 18 a 20, siendo a la fecha la única ocasión en que no han finalizado dentro de los cuatro mejores clasificados. Como resultado de la pobre actuación en la Copa de 2007, la NZRU encargó un informe de 47 páginas para detallar las causas del fracaso. La siguiente Copa Mundial se celebró en Nueva Zelanda, y allí volvió a quedar campeona, de nuevo ganando a Francia en la final. En la Copa Mundial 2015 realizada en Inglaterra se consagró campeona tras vencer a Australia en la final y lograr su primer bicampeonato.
Los All Blacks nunca han perdido un partido en la fase de grupos de la Copa Mundial y han terminado en lo más alto de sus grupos en los nueve torneos jugados hasta la fecha.
En el mundial jugado en el 2019 en Japón la selección neozelandesa obtuvo el tercer puesto, luego de perder contra Inglaterra en la semifinal por 19 a 7. En el partido por el tercer puesto los All Blacks se enfrentaron a la selección de Gales frente a quienes se impusieron por 40 a 17 puntos, obteniendo, de esta manera la medalla de bronce de este campeonato mundial.
| Año                | Fase             | Posición | PJ | PG | PE | PP | PF   | PC  |
| Nueva Zelanda 1987 | Campeón          | 1.º      | 6  | 6  | 0  | 0  | 298  | 52  |
| Inglaterra 1991    | Tercer lugar     | 3.º      | 6  | 5  | 0  | 1  | 142  | 74  |
| Sudáfrica 1995     | Subcampeón       | 2.º      | 6  | 5  | 0  | 1  | 327  | 119 |
| Gales 1999         | Cuarto lugar     | 4.º      | 6  | 4  | 0  | 2  | 255  | 111 |
| Australia 2003     | Tercer lugar     | 3.º      | 7  | 6  | 0  | 1  | 361  | 101 |
| Francia 2007       | Cuartos de final | 5.º      | 5  | 4  | 0  | 1  | 327  | 55  |
| Nueva Zelanda 2011 | Campeón          | 1.º      | 7  | 7  | 0  | 0  | 301  | 72  |
| Inglaterra 2015    | Campeón          | 1.º      | 7  | 7  | 0  | 0  | 290  | 97  |
| Japón 2019         | Tercer lugar     | 3.º      | 7  | 5  | 1  | 1  | 250  | 72  |
| Francia 2023       | Subcampeón       | 2.º      |    |    |    |    |      |     |
| Total              |                  | 1.º      | 57 | 49 | 1  | 7  | 2552 | 753 |
| ------------------ | ---------------- | -------- | -- | -- | -- | -- | ---- | --- |

### Total
Nueva Zelanda solo ha sido derrotado alguna vez por siete selecciones, y también por dos equipos combinados, los British and Irish Lions y una selección World XV. Y son el único equipo del mundo que tiene un récord de victorias respecto a todo el resto de equipos nacionales. Desde que se creó el World Ranking en octubre de 2003, Nueva Zelanda ha ocupado el puesto número uno la mayor parte del tiempo. En la década de 2000 a 2009, Nueva Zelanda ganó 100 tests (un porcentaje de victorias del 82%). Por lo que se refiere al Rugby Championship 2015, los All Blacks han conseguido un récord de 38 victorias consecutivas en casa. Los All Blacks tenían una racha de no ser derrotados durante 22 desde junio de 2013 hasta septiembre de 2014.
La racha de victorias más larga de Nueva Zelanda es 17 victorias en tests, lograda entre 1965 y 1970 y de nuevo entre 2013 y 2014; la segunda racha victoriosa incluyó todos y cada uno de los partidos jugados en el año 2013. Su racha más larga invictos es de 23 tests (de 1987 a 1990) con un juego empatado.
Su récord de puntos de todos los tiempos de tests está en 16.467 puntos a favor y 7.900 en contra (actualizado a 1 de noviembre de 2019). Muchas de las mayores derrotas que han sufrido el resto de países ha sido a manos de Nueva Zelanda -los equipos nacionales de Francia, Irlanda, Argentina, Fiyi, Samoa, Tonga, Japón, y Portugal todos ellos han sufrido sus mayores derrotas a manos de los neozelandeses. La mayor victoria de los All Blacks en un test fue 145–17 contra Japón en 1995, mientras que su mayor pérdida fue 35–7 a manos de Sudáfrica en 2023.
Abajo hay un resumen de los resultados de Nueva Zelanda:
Actualizado el 23 de noviembre de 2024
| Adversario                  | Jugados | Ganados | Perdidos | Empatados | % Efectividad |
| --------------------------- | ------- | ------- | -------- | --------- | ------------- |
| Argentina                   | 39      | 35      | 3        | 1         | 89.7%         |
| Australia                   | 179     | 126     | 45       | 8         | 70.3%         |
| Canadá                      | 6       | 6       | 0        | 0         | 100.0%        |
| Escocia                     | 32      | 30      | 0        | 2         | 93.7%         |
| Estados Unidos              | 4       | 4       | 0        | 0         | 100.0%        |
| Fiyi                        | 8       | 8       | 0        | 0         | 100.0%        |
| Francia                     | 64      | 48      | 15       | 1         | 75.0%         |
| Gales                       | 37      | 34      | 3        | 0         | 91.8%         |
| Georgia                     | 1       | 1       | 0        | 0         | 100.0%        |
| Inglaterra                  | 46      | 36      | 8        | 2         | 78.2%         |
| Irlanda                     | 38      | 32      | 5        | 1         | 84.2%         |
| Italia                      | 17      | 17      | 0        | 0         | 100.0%        |
| Japón                       | 6       | 6       | 0        | 0         | 100.0%        |
| Leones Británico-irlandeses | 41      | 30      | 7        | 4         | 73.1%         |
| Namibia                     | 3       | 3       | 0        | 0         | 100.0%        |
| Pacific Islanders           | 1       | 1       | 0        | 0         | 100.0%        |
| Portugal                    | 1       | 1       | 0        | 0         | 100.0%        |
| Rumania                     | 2       | 2       | 0        | 0         | 100.0%        |
| Samoa                       | 7       | 7       | 0        | 0         | 100.0%        |
| Sudáfrica                   | 108     | 62      | 42       | 4         | 57.4%         |
| Tonga                       | 7       | 7       | 0        | 0         | 100.0%        |
| Uruguay                     | 1       | 1       | 0        | 0         | 100.0%        |
| World XV                    | 3       | 2       | 1        | 0         | 66.6%         |
| Total                       | 651     | 499     | 129      | 23        | 76.65%        |

## Plantel

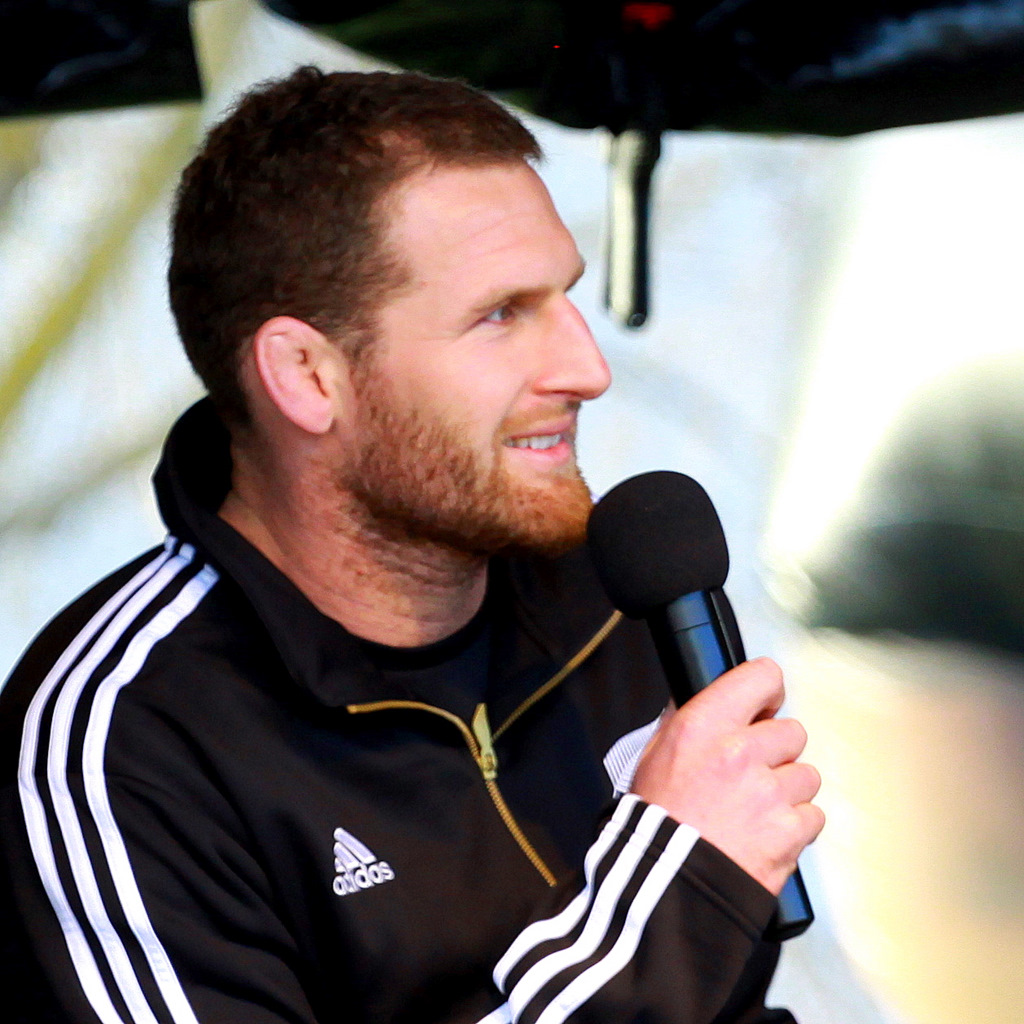
El excapitán Kieran Read.

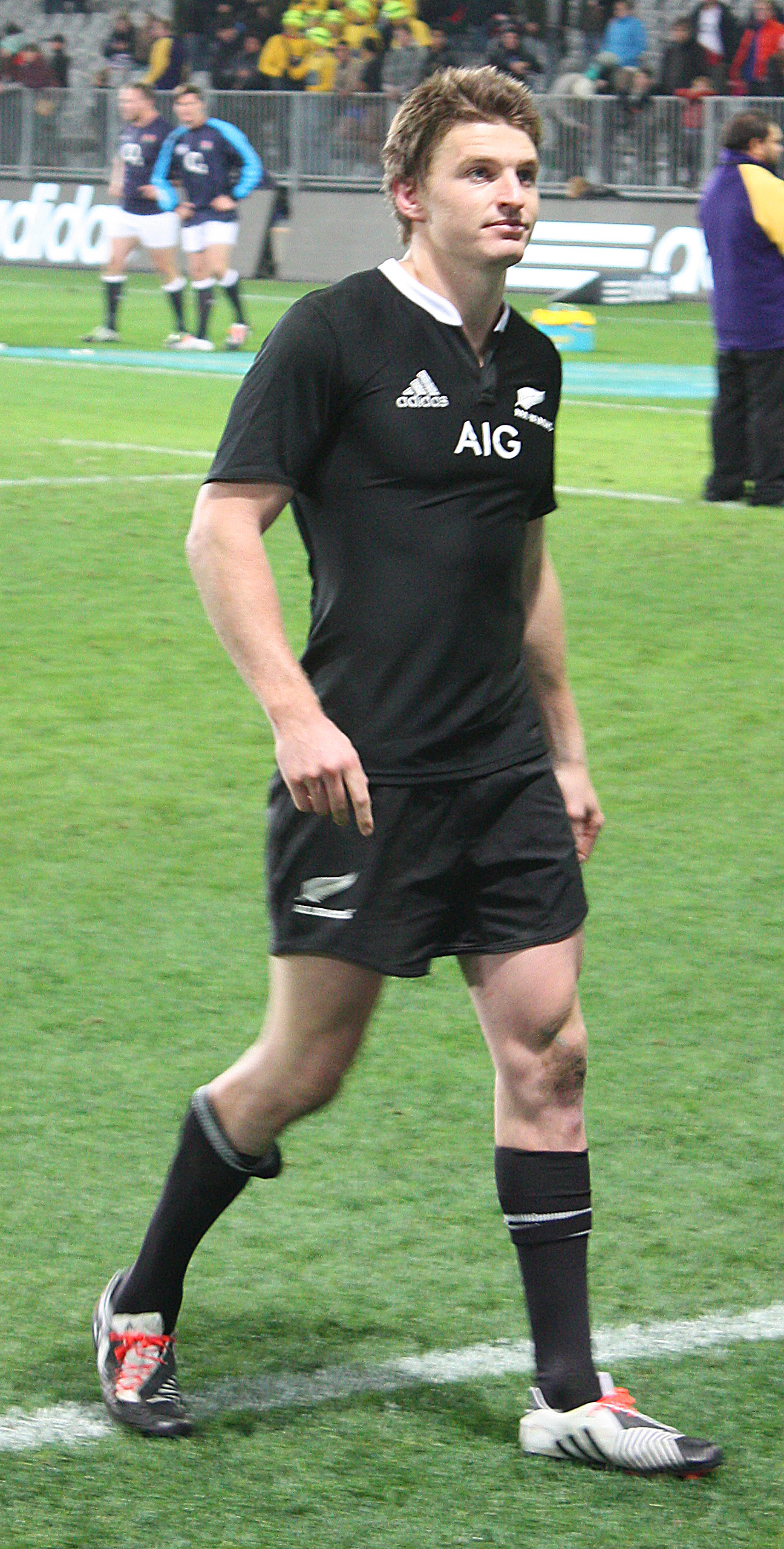
Beauden Barrett fue el Mejor jugador del Mundo 2016 y 2017.

Foster (58 años) anunció la lista definitiva el 7 de agosto. Tiene como asistentes a Jason Ryan (entrenador de forwards) y Joe Schmidt (entrenador de ataque).
Las pruebas corresponden hasta antes del inicio del mundial y las edades a la fecha de la Final. En negrita los rugbistas titulares.
|                        | Jugador                | Edad    | Posición      | Pruebas | Equipo                |
| ---------------------- | ---------------------- | ------- | ------------- | ------- | --------------------- |
| Hookers y Pilares      |                        |         |               |         |                       |
|                        | Dane Coles             | 36 años | Hooker        | 86      | Hurricanes            |
| 1                      | Ethan de Groot         | 24 años | Pilar         | 16      | Highlanders           |
|                        | Nepo Laulala           | 31 años | Pilar         | 49      | Blues                 |
| 3                      | Tyrel Lomax            | 27 años | Pilar         | 26      | Hurricanes            |
|                        | Fletcher Newell        | 23 años | Pilar         | 7       | Crusaders             |
|                        | Samisoni Taukei'aho    | 26 años | Hooker        | 27      | Chiefs                |
| 2                      | Codie Taylor           | 32 años | Hooker        | 79      | Crusaders             |
|                        | Ofa Tu'ungafasi        | 31 años | Pilar         | 53      | Blues                 |
|                        | Tamaiti Williams       | 23 años | Pilar         | 2       | Crusaders             |
| Segundas líneas        |                        |         |               |         |                       |
| 5                      | Scott Barrett          | 29 años | Segunda línea | 61      | Crusaders             |
| 4                      | Brodie Retallick       | 32 años | Segunda línea | 103     | Chiefs                |
|                        | Tupou Vaa'i            | 23 años | Segunda línea | 21      | Chiefs                |
|                        | Sam Whitelock          | 35 años | Segunda línea | 145     | Section Paloise       |
| Alas y Octavos         |                        |         |               |         |                       |
| 7                      | Sam Cane               | 31 años | Ala           | 89      | Chiefs                |
| 6                      | Shannon Frizell        | 29 años | Ala           | 28      | Highlanders           |
|                        | Luke Jacobson          | 26 años | Octavo        | 14      | Chiefs                |
|                        | Dalton Papalii         | 26 años | Ala           | 25      | Blues                 |
| 8                      | Ardie Savea            | 30 años | Octavo        | 74      | Hurricanes            |
| Medios scrums          |                        |         |               |         |                       |
|                        | Finlay Christie        | 28 años | Medio scrum   | 17      | Blues                 |
|                        | Cam Roigard            | 22 años | Medio scrum   | 1       | Hurricanes            |
| 9                      | Aaron Smith            | 34 años | Medio scrum   | 118     | Highlanders           |
| Aperturas y Centros    |                        |         |               |         |                       |
| 12                     | Jordie Barrett         | 26 años | Centro        | 51      | Hurricanes            |
|                        | David Havili           | 28 años | Centro        | 25      | Crusaders             |
| 13                     | Rieko Ioane            | 26 años | Centro        | 62      | Blues                 |
|                        | Anton Lienert-Brown    | 28 años | Centro        | 62      | Chiefs                |
|                        | Damian McKenzie        | 28 años | Apertura      | 42      | Chiefs                |
| 10                     | Richie Mo'unga         | 29 años | Apertura      | 48      | Crusaders             |
| Fullbacks y Wings      |                        |         |               |         |                       |
| 15                     | Beauden Barrett        | 32 años | Fullback      | 115     | Blues                 |
|                        | Caleb Clarke           | 24 años | Wing          | 18      | Blues                 |
|                        | Leicester Fainga'anuku | 24 años | Wing          | 3       | Rugby Club Toulonnais |
| 14                     | Will Jordan            | 25 años | Wing          | 24      | Crusaders             |
|                        | Emoni Narawa           | 24 años | Fullback      | 1       | Chiefs                |
| 11                     | Mark Telea             | 26 años | Wing          | 4       | Blues                 |
| Entrenador: Ian Foster |                        |         |               |         |                       |

## Jugadores notables

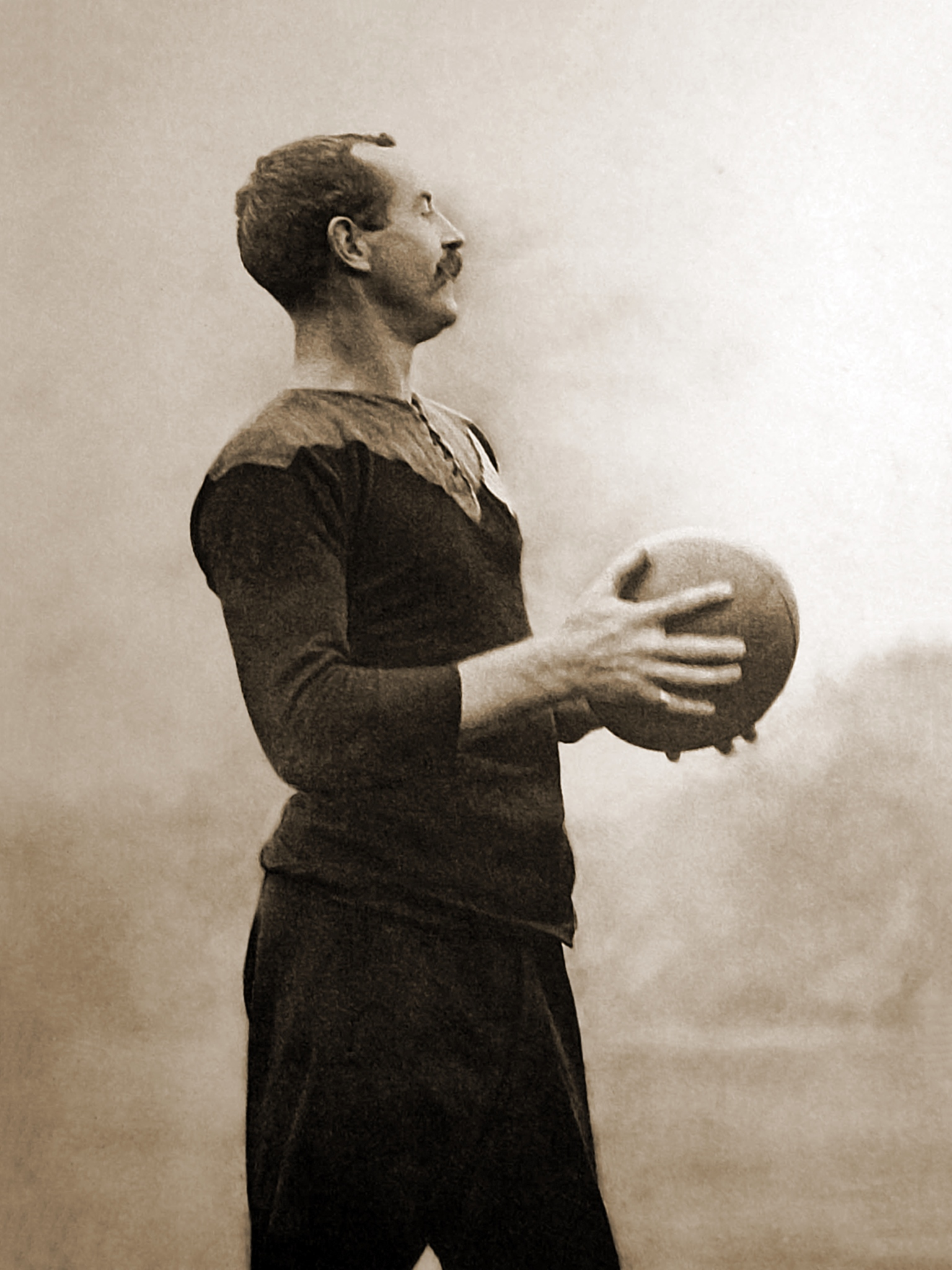
Capitán de The Original All Blacks" que fueron de gira por Gran Bretaña e Irlanda en 1905, Dave Gallaher.

Diecisiete jugadores: Sir Fred Allen, Don Clarke, Sean Fitzpatrick, Grant Fox, Dave Gallaher, Michael Jones, David Kirk, Ian Kirkpatrick, Sir John Kirwan, Sir Brian Lochore, Jonah Lomu, Sir Colin Meads, Graham Mourie, George Nepia y Sir Wilson Whineray, y un entrenador: Brian Lochore, son miembros del World Rugby Salón de la Fama.
Dave Gallaher jugó en el primer partido oficial de Nueva Zelanda en 1903 y también capitaneó a los Originals de 1905. Junto con Billy Stead, Gallaher escribió el famoso libro de rugby The Complete Rugby Footballer. Con solo 19 años de edad, George Nepia jugó los 30 partidos de la gira de los Invencibles de 1924–25. Nepia jugó 37 partidos con los All Blacks; el último fue contra las islas británicas en 1930.
Sir Fred Allen capitaneó sus 21 partidos con Nueva Zelanda, incluyendo seis tests, entre 1946 y 1949. Con el tiempo pasó a entrenar a Nueva Zelanda entre 1966 y 1968. Nueva Zelanda ganó sus 14 partidos oficiales con Allen como entrenador.

### 30 años previos al Mundial
Cinco de los incluidos en el Salón de la Fama, incluyendo el primer neozelandés que fue escogido para el Salón de la Fama del World Rugby, jugaron durante los años 1960. Don Clarke fue un All Black entre 1956 y 1964 y en este período batió el récord de la época en puntos logrados por un All Black en tests. Clarke es famoso por marcar seis penalties en un partido – un récord en la época – para dar a Nueva Zelanda la victoria 18–17 sobre las British Isles en Dunedin en 1959. Sir Wilson Whineray jugó 32 tests, capitaneando a Nueva Zelanda en 30 de ellos. Jugó de pilar y también de octavo entre 1957 y 1965. Nueva Zelanda perdió solo 4 de sus 30 tests con Whineray de capitán. El 21 de octubre de 2007, Whineray se convirtió en el primer neozelandés en conseguir entrar en el Salón de la Fama del World Rugby. En el perfil del Museo del Rugby de Nueva Zelanda de Sir Colin Meads, se le describe como "el equivalente neozelandés de Sir Donald Bradman de Australia o el Babe Ruth de EE. UU." Meads, apodado Pinetree, jugó 133 partidos para Nueva Zelanda, incluyendo 55 tests. En 1999 la revista New Zealand Rugby Monthly nombró a Meads Jugador neozelandés del siglo. Ian Kirkpatrick jugó 39 tests, incluyendo 9 como capitán, entre 1967 y 1977. Anotó 16 ensayos en su carrera internacional, un récord en la época.
El único neozelandés del Salón de la Fama que debutó en los 70 fue el ala Graham Mourie. Capitaneó 19 de sus 21 tests y 57 de sus 61 encuentros con los All Blacks en total entre 1976 y 1982. Muy destacadamente, en 1978 fue capitán del primer equipo All Blacks en completar un Grand Slam sobre los cuatro equipos de las Home Nations.

## Entrenadores

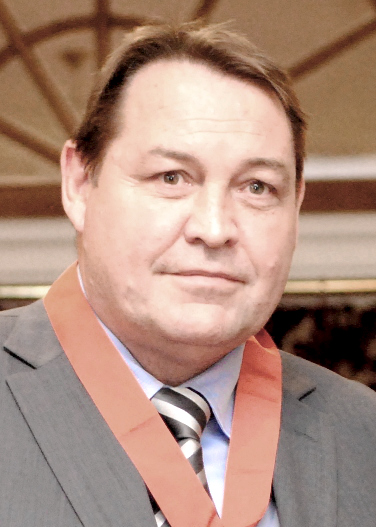
Steve Hansen tiene el mejor rendimiento, 86.9%, de los últimos 50 años.

Véase la lista completa y los rendimientos en: récords de la selección de rugby de Nueva Zelanda.
- 1985–1987: Brian Lochore
- 1987–1991: Alex Wyllie
- 1991–1995: Laurie Mains
- 1995–1999: John Hart
- 1999–2001: Wayne Smith
- 2001–2003: John Mitchell
- 2003–2011: Graham Henry
- 2011–2019: Steve Hansen
- 2019–2023: Ian Foster
- 2024–act: Scott Robertson

## Palmarés
- Copa del Mundo de Rugby
  -  Campeón (3): 1987, 2011 y 2015
  -  Subcampeón : 1995 y 2023
  -  Tercer puesto : 1991, 2003 y 2019

- The Rugby Championship (20): 1996, 1997, 1999, 2002, 2003, 2005, 2006, 2007, 2008, 2010, 2012, 2013, 2014, 2016, 2017, 2018, 2020, 2021, 2022, 2023.

- Copa Bledisloe (52): 1932, 1936, 1938, 1946, 1947, 1951, 1952, 1955, 1957, 1958, 1962, 1964, 1967, 1968, 1972, 1974, 1978, 1982, 1983, 1984, 1985, 1987, 1988, 1989, 1990, 1991, 1993, 1995, 1996, 1997, 2003, 2004, 2005, 2006, 2007, 2008, 2009, 2010, 2011, 2012, 2013, 2014, 2015, 2016, 2017, 2018, 2019, 2020, 2021, 2022, 2023, 2024.

- Freedom Cup (16): 2006, 2007, 2008, 2010, 2011, 2012, 2013, 2014, 2015, 2016, 2017, 2018, 2019, 2021, 2022 y 2023

- Hillary Shield (9): 2008, 2009, 2010, 2013, 2014-I, 2014-II, 2018, 2024-I y 2024-II.

- Trofeo Dave Gallaher (13): 2000, 2001, 2003, 2004, 2006, 2007, 2009-II, 2013-I, 2013-II, 2016, 2017, 2018 y 2025.

- Killik Cup (1): 2017

## Recintos
Al igual que los otros dos países que competían en el Torneo de las Tres Naciones, Nueva Zelanda no poseía un estadio oficial para su selección nacional. Debido a lo anterior, los All Blacks han disputado sus encuentros de local en una gran variedad de recintos en distintas ciudades del país. Entre los años 2005 y 2006, por ejemplo, jugaron en el Eden Park de Auckland; el North Harbour Stadium de North Shore City; el Westpac Stadium en Wellington; el AMI Stadium (que anteriormente recibió los nombres de Lancaster Park y Jade Stadium) de Christchurch; el Waikato Stadium de Hamilton; y en Carisbrook, ubicado en la ciudad de Dunedin este último recinto apodado "La casa del dolor".
Antes de la construcción del Westpac Stadium en 1999, la mayor parte de los encuentros disputados en la ciudad de Wellington se desarrollaron en el Athletic Park, siendo en dicho recinto además en donde Nueva Zelanda jugó el primer partido internacional de su historia frente a Gran Bretaña en 1904. Por otra parte, el primer encuentro fuera de los grandes núcleos urbanos del país, tales como Auckland, Christchurch, Dunedin o Wellington, se disputó en McLean Park de Napier en 1996.